# RMS Carmania (1905)
«Кармания» (RMS Carmania) — британский пассажирский лайнер компании «Кунард Лайн» (Cunard Steamship Line Shipping Company), служивший в годы Первой мировой войны вспомогательным крейсером Королевского военно-морского флота Великобритании. 14 сентября 1914 года «Кармания» вступила в бой с немецким вспомогательным крейсером «Кап Трафальгар» (SMS Cap Trafalgar) у Триндади и одержала победу в первом бою судов такого типа.

## История создания и конструкция

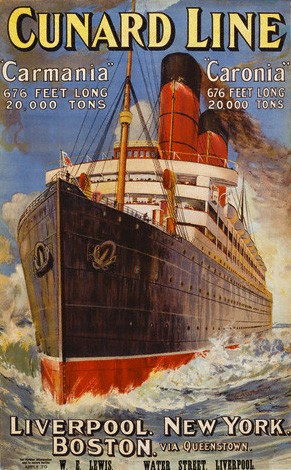
Рекламный плакат 1905 года

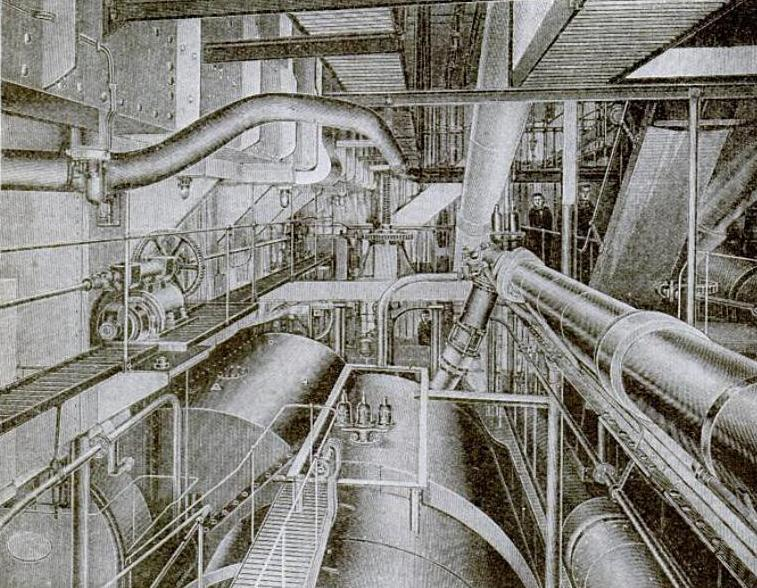
Машинное отделение лайнера, 1906 год

В 1897 году немецкий океанский лайнер «Кайзер Вильгельм дер Гроссе» (Kaiser Wilhelm der Große) завоевал «Голубую ленту Атлантики». В свете обостряющихся противоречий между Британской империей и Германией и привычного восприятия Британии, как «владычицы морей», рекорд немецкого лайнера был воспринят с тревогой как пароходными компаниями, осуществлявшими трансатлантические рейсы, так и правительством (в частности Адмиралтейством), видящим помимо угрозы международному престижу Великобритании возможность использования быстроходных немецких лайнеров в качестве вспомогательных крейсеров-рейдеров. Три года спустя «Голубая лента» перешла к другому немецкому лайнеру — «Дойчланд» (Deutschland), что не могло не усилить настороженность в Британии. Подозрения Адмиралтейства оправдались — с началом Первой мировой войны многие немецкие пассажирские лайнеры, в том числе и упомянутый «Кайзер Вильгельм дер Гроссе», стали рейдерами.
В то время «Кунард Лайн» испытывала определённые финансовые затруднения, поэтому правительство Великобритании готово было выделить субсидию в размере £2,6 млн для предложенной главой компании лордом Иверклайдом постройки двух новых лайнеров — будущих «Лузитании» и «Мавритании».

Основной сложностью проекта стало то, что паровые машины не могли обеспечить такую скорость, в то же время паровые турбины не были ещё опробованы для применения для подобных целей. Поэтому «Кунард Лайн» пошла на своеобразный эксперимент — построить два достаточно больших одинаковых двухтрубных лайнера, но один оснастить паровыми машинами (им стала «RMS Caronia»), а другой — паровыми турбинами Парсонса. Этот лайнер получил имя «Кармания». Для обеспечения чистоты эксперимента лайнеры строились на одной верфи.
Именно «Кармания» доказала целесообразность использования паровых турбин для больших пассажирских кораблей и последующие кунардовские лайнеры стали оснащаться турбинами.
«Кармания» отправилась в свой первый трансатлантический рейс 2 декабря 1905 года, под командованием капитана Джона Притчарда. Лайнер был задержан атлантическими зимними штормами, его путешествие заняло примерно 7 дней 9 часов 30 минут.

## «Кармания» до Первой мировой войны

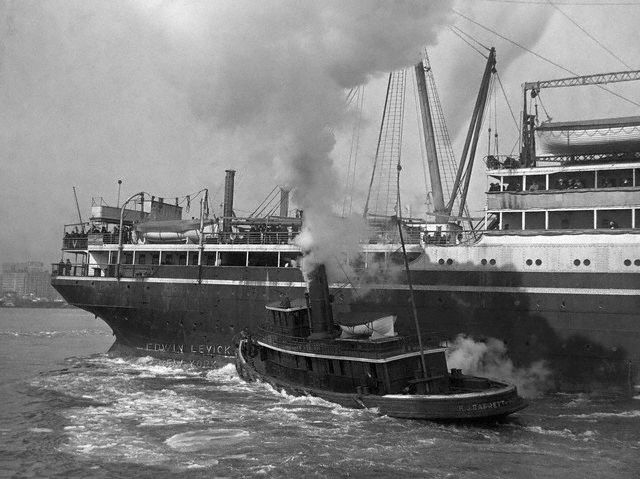
RMS Carmania

«Кармания» и её сестра «Карония» обслуживали пассажирскую линию Ливерпуль — Куинстаун — Нью-Йорк. «Кармания» служила без каких-либо инцидентов до июля 1910 года, когда на корабле, стоявшем в доках Ливерпуля случился большой пожар.
В 1913 году «Кармания» приняла участие в спасении пассажиров и команды пассажирского корабля «Вольтурно» компании Canadian Northern Steamship Co.Ltd. «Волтурно» был зафрахтован Uranium Steamship Co. и перевозил эмигрантов и грузы на линии Роттердам — Нью-Йорк. В тот рейс он имел 564 пассажира на борту — большей частью эмигрантов из Польши, Сербии, Румынии и России и вёз также груз оксида бария, 360 бочек с нефтью, 127 бочек и 287 стеклянных сосудов с химикатами, 1189 кип с торфяным мхом, кипы с джутом, машинное масло, рогожную тару, пеньку, джин. 9 октября 1913 года в 6:50 по Гринвичу на судне был обнаружен пожар. «Кармания», находившаяся в 79 морских милях от места катастрофы, прибыла на место крушения первой, однако сильный шторм (9 баллов) и 10-метровые волны мешали спасению пассажиров. В итоге «Кармания» смогла спасти только одного пассажира, несмотря на энергичные действия. В то же время, в связи с тем, что радиорубка «Волтурно» была уничтожена во время пожара, действия «Кармании» помогли при координации спасательной операции. Больше всего пассажиров спасли пароходы Grosser Kurfürst (86 пассажиров и 17 членов экипажа) компании Norddeutscher Lloyd, «Царь» (97 пассажиров и 5 членов экипажа) Общества Русского Восточно-Азиатского пароходства и бельгийский Kroonland (90 человек) компании Red Star Line. В спасении приняли участие также пароход Devonian (59 человек) компании Leyland Line, пакетботы Seydlitz (46 человек) компании Norddeutscher Lloyd и французский La Tourraine компании Compagnie Générale Transatlantique, а также пароходы Minneapolis (30 человек) компании Atlantic Transport Line, Rappahannock компании Furness Line, Asian компании Leyland Line. Неоценимую помощь в спасении оказал прибывший на место крушения танкер Narrangansett компании Anglo-American Oil Co. под командованием капитана Харвуда. Вылив в море 30 тонн негорючего смазочного масла он смог успокоить волнение и сделал возможным продолжение спасательных работ.

## Вспомогательный крейсер флота Его Величества
С началом Первой мировой войны лайнер был реквизирован Адмиралтейством. На тот момент лайнер возвращался из Нью-Йорка, поэтому для его встречи и проводки был отправлен крейсер HMS Drake. 7 августа 1914 года «Кармания» прибыла в Ливерпуль и отправлена на переоборудование. С неё были снята мебель и отделка кают, а также, по возможности, другие пожароопасные материалы. Был назначен новый командир — капитан 1 ранга Ноэль Грант, а бывший капитан «Кармания» Джеймс Барр стал его старшим помощником. В экипаж были введены артиллеристы, на палубе установили 8 орудий калибра 120 мм. «Кармания» стала вспомогательным крейсером Его Величества. Вначале «Кармания» была приписана к составу Северного патруля, осуществлявшего блокаду Германии и действовавшего между Шотландией и Норвегией. Вспомогательные крейсера имели хорошую мореходность в непростых условиях Северного моря.
Но «Кармания» недолго находилась в Северном море — она была отправлена на Бермудские острова, куда и прибыла 23 августа, где получила предписание поступить в распоряжение адмирала Крэддока.
Скорость более 18 узлов и неплохое вооружение «Кармании» позволили адмиралу Крэддоку отправить её для охоты на немецкие угольщики, которые служили судами снабжения для лёгких крейсеров «Дрезден» и «Карлсруэ» и вспомогательных крейсеров. По данным разведки, многие угольщики находились в портах Бразилии.

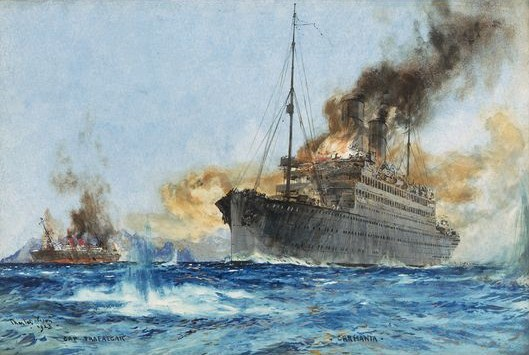
Потопление Cap Trafalgar. Художник Чарльз Диксон

14 сентября 1914 года «Кармания» подошла к бразильскому острову Триндади. Капитан Ноэль Грант обнаружил, что в одной из бухт острова производит погрузку угля с двух угольщиков большой двухтрубный пассажирский лайнер. Тот хотя и был выкрашен в цвета британской пароходной компании Union Castle, но оказался немецким вспомогательный крейсером «Кап Трафальгар» (SMS Cap Trafalgar), который решил принять бой.
К 12:10 расстояние между судами уменьшилось до 40 кабельтовых, что дало возможность артиллеристам «Кармании» начать пристрелку, «Кап Трафальгар» ответил тем же.
«Кармания» получила 79 попаданий, огнём противника был уничтожен мостик. Погибло 9 человек из экипажа, 27 было ранено. Скорость «Кармании» упала до 16 узлов и «Кап Трафальгар» к 13:30 вышел из под обстрела, имея преимущество в ходе. Однако его повреждения были также велики — не менее пяти пробоин ниже ватерлинии, множественные пожары в носовой и кормовой части, сильный крен на правый борт. Капитан «Кап Трафальгар» попытался выбросить корабль на отмель, однако примерно через 20 минут лайнер начал заваливаться на бок, лёг на борт и ушёл на дно носом вперёд. Лайнер затонул в точке с координатами 20°10' с. ш., 29° 51' з. д. По некоторым данным, для ускорения затопления он был подорван.
Бой с одной стороны показал возможность применения вспомогательных крейсеров против равных или более слабых противников, однако подчеркнул высокую уязвимость от артиллерийского огня.

Узнав о победе «Кармании», Уинстон Черчилль, бывший тогда Первым лордом Адмиралтейства, прислал Ноэлю Гранту радиограмму с текстом: 
Well done. You have fought a fine action to a successful finish.
Получившая тяжёлые повреждения «Кармания» была отправлена в Гибралтар для ремонта, в связи с чем лайнер не принял участия ни в сражении при Коронеле, ни в сражении при Фолклендах.
В 1916 году «Кармания» была призвана для помощи в операции Галлиполи, а позднее была переоборудована в войсковой транспорт и перевозила канадские войска на европейский театр военных действий.
В ноябре того же года «Кармания» вернулась на трансатлантические рейсы. Для защиты от подводных лодок на ней были дополнительно установлены аппараты для создания дымовой завесы и шестидюймовое орудие. В 1919 году «Кармания» была использована для репатриации канадских военных.

## Послевоенная карьера

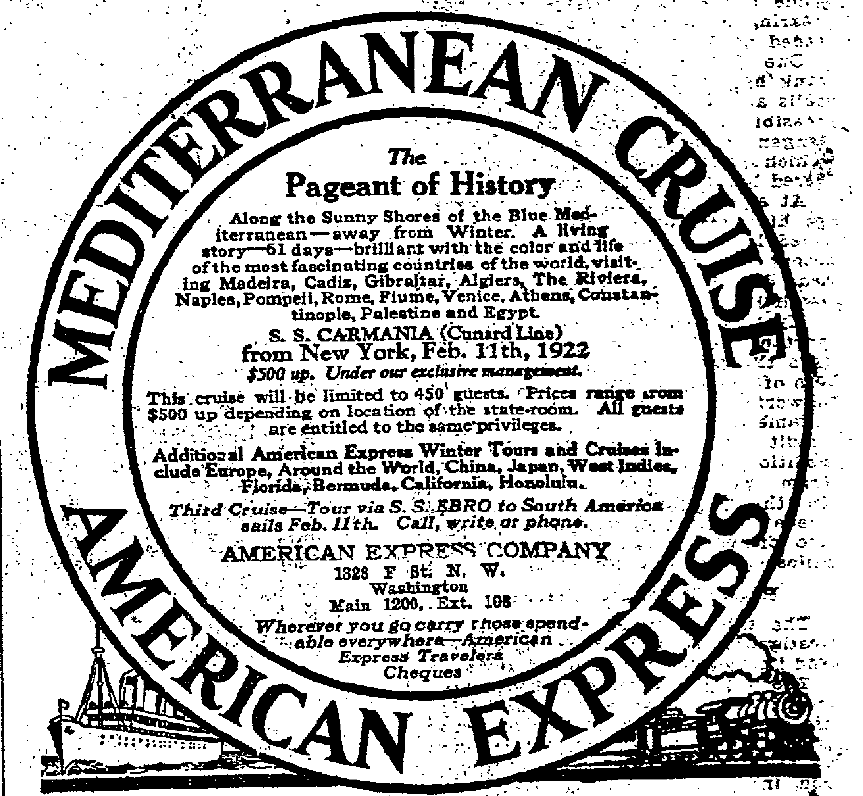
Реклама двухмесячного зимнего круиза по Средиземному Морю в газете Washington Post от 6 ноября 1921 года

В начале 1920-х годов скорость «Кармании» и «Каронии» была уже недостаточна для привлечения пассажиров на трансатлантические рейсы. По этой причине эти лайнеры, а также ещё два среденетоннажных лайнера компании — «Албания» и «Саксония» были переоборудованы сначала в так называемые «каютные» лайнеры, предназначенные для перевозки пассажиров с достаточным комфортом, но за умеренную плату. Также лайнеры использовались, как круизные для совершения зимних круизов из Нью-Йорка в Гавану, на Карибские острова и по Средиземному морю.
22 марта 1924 года «Кармания» села на мель в устье реки Мерсей и была вынуждена послать радиограмму, будучи не в состоянии сняться самостоятельно. На борту не было пассажиров, так как лайнер шёл из Ливерпуля после переоборудования.
5 апреля 1925 года «Кармания» получила незначительны повреждения при столкновении с причалом в гавани Ливерпуля. Никто из пассажиров не пострадал.
Однако, в 1931 году из-за конкуренции со стороны более современных лайнеров и последствий всемирного экономического спада «Кармания» была выведена из эксплуатации, позднее продана компании Hughes Bocklow & Co. и годом спустя разобрана на металл.